# Sayyid

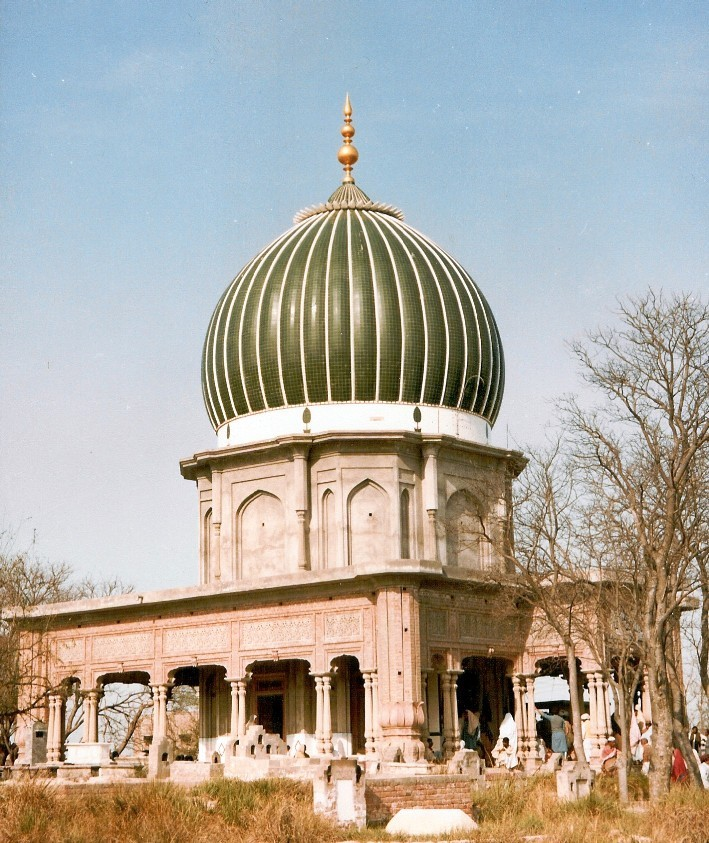
De graftombe van Syed Naushah

Sayyid, sajjid, said, seyyid of seyed is een  Arabische religieuze eretitel, die mensen hebben die afstammen van de profeet Mohammed via zijn kleinzoon Hoessein. De titel wordt verkregen bij geboorte. Dochters van sayyids krijgen de titels sayyida, sadat, alawiyah, of sharifa.     
De profeet Mohammed had één dochter die, samen met haar man Imam Ali, op haar beurt weer twee zonen kreeg: Hassan en Hoessein. De (mannelijke) afstammelingen van Hassan krijgen de titel sjarief en de (mannelijke) afstammelingen van Hoessein krijgen de titel Sayyid (Sayed). 
In het Standaard Arabisch is het woord sayyid het gewone woord voor heer, en wordt het voor mannen gebruikt die de hadj, de bedevaart naar Mekkah, hebben gemaakt. Die krijgen de aanspreekvorm sayyidi, hetgeen meneer betekent.
Zowel bij sjiieten als alevieten is het de plicht van de sayyid om de 'leiding' te nemen over het wekelijkse gebed. Alevieten gebruiken de naam 'Seyit', 'Dede' of 'Pir' voor een sayyid. 
Het kan zijn dat er in niet-Arabische landen verwezen wordt naar deze titel, dat komt doordat er in het pre-islamisme meerdere stromen bijeen zijn gekomen in Mekka. Hierdoor is het niet duidelijk wat er precies wordt aangeduid met seyyid in deze regio.  
De Anatolische, Perzische, Mesopotamische, Syrische, Libanese en Turkmeense talen zijn dan ook niet verwant aan het Arabisch. De titel sajjid is in deze landen geen Arabische religieuze titel, maar een islamitische verwijzing naar de filosofische structuur in het midden-oosten.